# NGC 6819
NGC 6819, aussi appelé Amas de la Tête de Renard, est un amas ouvert très âgé situé dans la constellation du Cygne. Il a été découvert par l'astronome allemande Caroline Herschel en 1784.
La taille apparente de l'amas est de  5 minutes d'arc, ce qui, compte tenu de la distance égale à 2 605 ± 205 pc (∼8 500 al) et grâce à un calcul simple, équivaut à une taille réelle de 12,4 ± 1,0 al années-lumière.
Selon la classification des amas ouverts de Robert Trumpler, cet amas renferme plus de 100 étoiles (lettre r) dont la concentration est forte (I) et dont les magnitudes se répartissent sur un petit intervalle (le chiffre 1),,. Le site Lynga indique que le nombre d'étoiles observables est de 929, sans toutefois préciser le nombre d'étoiles membres de l'amas.

## Observation
La magnitude visuelle de 7,3 ne permet pas de voir cet amas à l'œil nu, mais on peut l'observer assez aisément avec des jumelles ou un petit télescope.

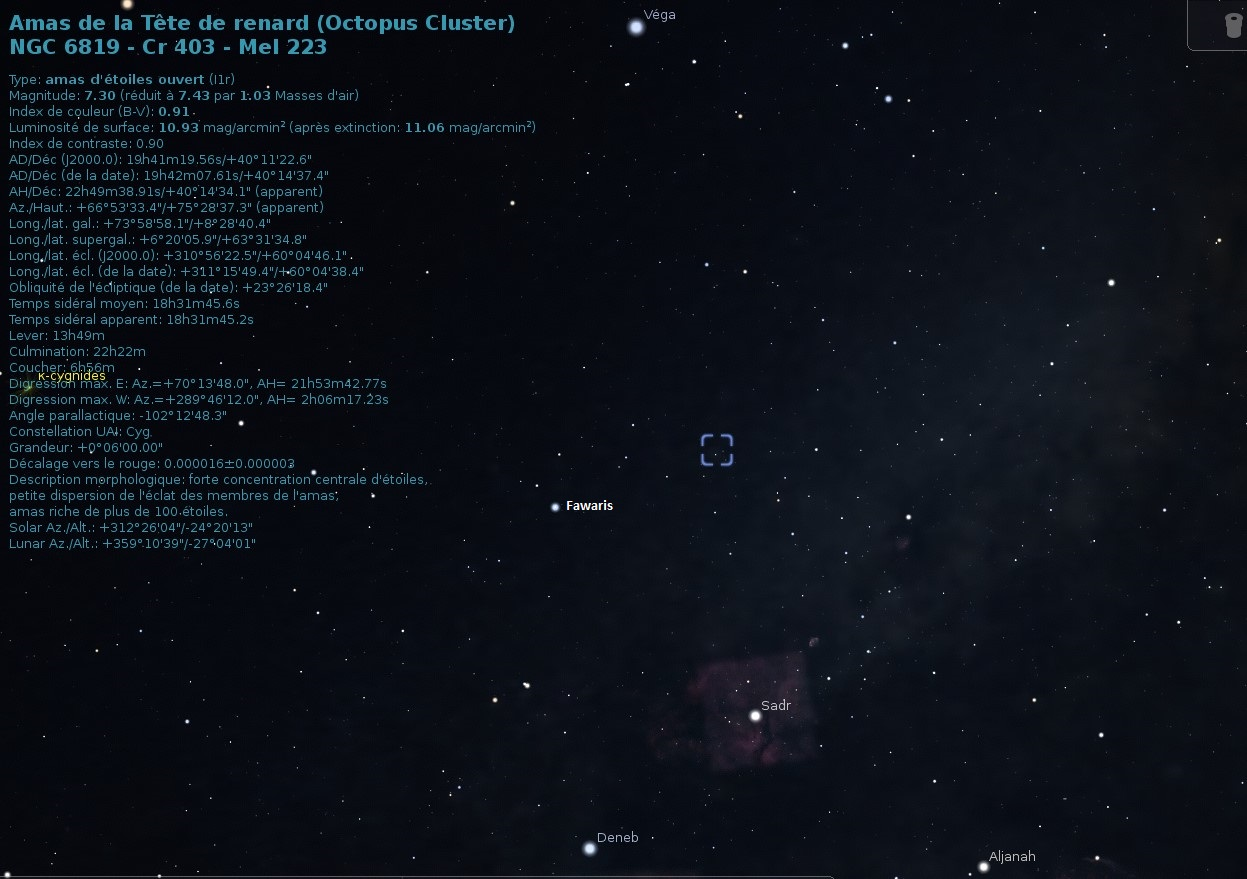
Emplacement de NGC 6819 dans la constellation du Cygne.

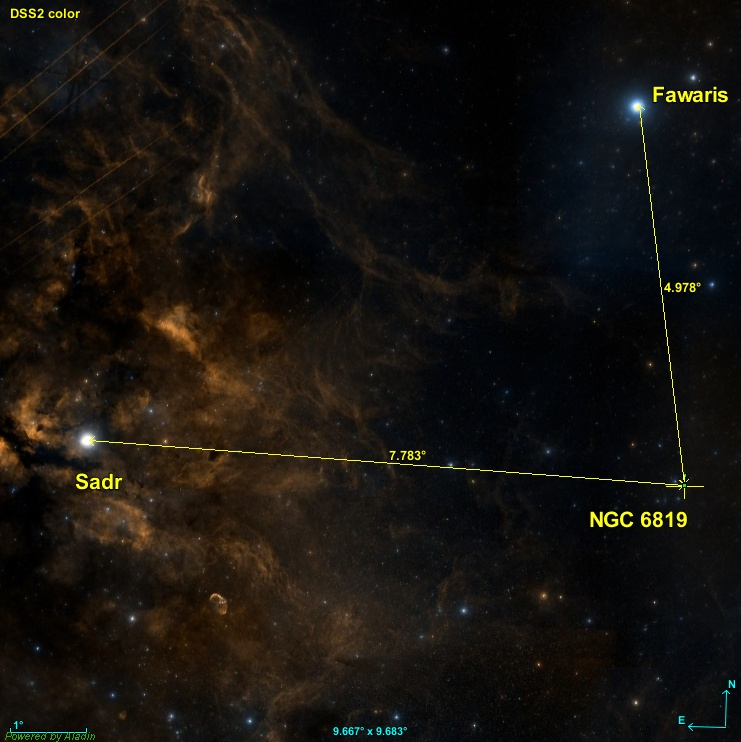
Position de NGC 6819 par rapport à deux étoiles du Cygne.

NGC 6819 est à environ 5,0 au sud-ouest de l'étoile Fawaris (delta Cygni) et à 7,8 de Sadr (gamma Cygni).

## Caractéristiques

### Distance et vitesse
Quatre valeurs de la distance sont indiquées sur la base de données Simbad : 2,799 ± 0,392 kpc (∼9 130 al), environ 2 765,0 pc (∼9 020 al), environ 2 412 pc (∼7 870 al) et 2 444 ± 54 pc (∼7 970 al). La distance moyenne de ces quatre valeurs est égale à 2 605 ± 205 pc (∼8 500 al).
La grandeur de la vitesse radiale de l'amas a été rapportée dans huit publications récentes (de 2017 à 2022). Trois de ces valeurs présentent cependant une incertitude relative très élevée, 43%, 63% et 200%. Selon les cinq autres valeurs, la vitesse moyenne de l'amas est égale à 2,99 ± 0,38 km/s, où l'incertitude de 0,38 est la moyenne des incertitudes des vitesses et non l'écart-type de l'ensemble qui est moins grand.

### Métallicité  et âge de l'amas
Simbad rapporte onze valeurs de la métallicité (Fe/H) comprises entre -0,06 et 0,11. Cela signifie que le pourcentage d'éléments lourds (plus lourd que l'hydrogène et l'hélium) de cet amas est compris entre 87% (10-0,06) et 129% (100,11) de celui du Soleil. Cette valeur de la métallicité confirme l'âge avancé de cet amas.
Le site WEBDA indique un âge de 1,49 milliard d'années (log Age = 9.174, soit 109,1746 = 1,49 Ga), mais d'autres sources lui assignent une valeur beaucoup plus grande, 3,47 Ga selon Lynga, 2,0 Ga selon une publication parue en 1972 et 2,5 Ga selon une autre plus récente 2014. En fait, il s'agit de l'un des plus vieux amas ouverts connus.

## Étoiles
NGC 6755 renferme de nombreuses étoiles traînardes bleues, au moins 29 selon Llorente et Morales-Durán.
Des observations astrosismologiques réalisées avec le télescope Kepler permettent d'estimer la masse, le rayon et d'en déduire l'âge des étoiles de la branche des géantes rouges. Les résultats conduisent à un âge de 2 à 2,4 milliards d'années pour NGC 6819. Le télescope Kepler a aussi permis de découvrir dans l'amas une binaire à éclipses de longue période (771,8 jours), le système WOCS 23009. Ce système contient une étoile évoluée qui a presque tout consommé l'hydrogène de son cœur et une étoile de faible masse (0,45 {\displaystyle M_{\odot }}). Cette découverte a permis d'estimer l'âge de l'amas à 2,62 ± 0,25 Ga.
Simbad montre aussi un bouton nommé Children. En cliquant sur ce bouton, on atteint une section de cette base de données qui renferme un tableau contenant 3897 entrées pour NGC 6819. Cependant, des étoiles (les Children) peuvent apparaître plusieurs fois dans la deuxième colonne du tableau, d'où le nombre de liens bibliographiques qui est supérieure au nombre d'étoiles. La quatrième colonne de ce tableau indique la probabilité que l'étoile appartienne à l'amas. En cliquant sur le titre de cette colonne, on peut classer la probabilité par ordre croissant ou décroissant. En cliquant sur la désignation de l'étoile, on atteint la page de Simbad qui résume ses propriétés.

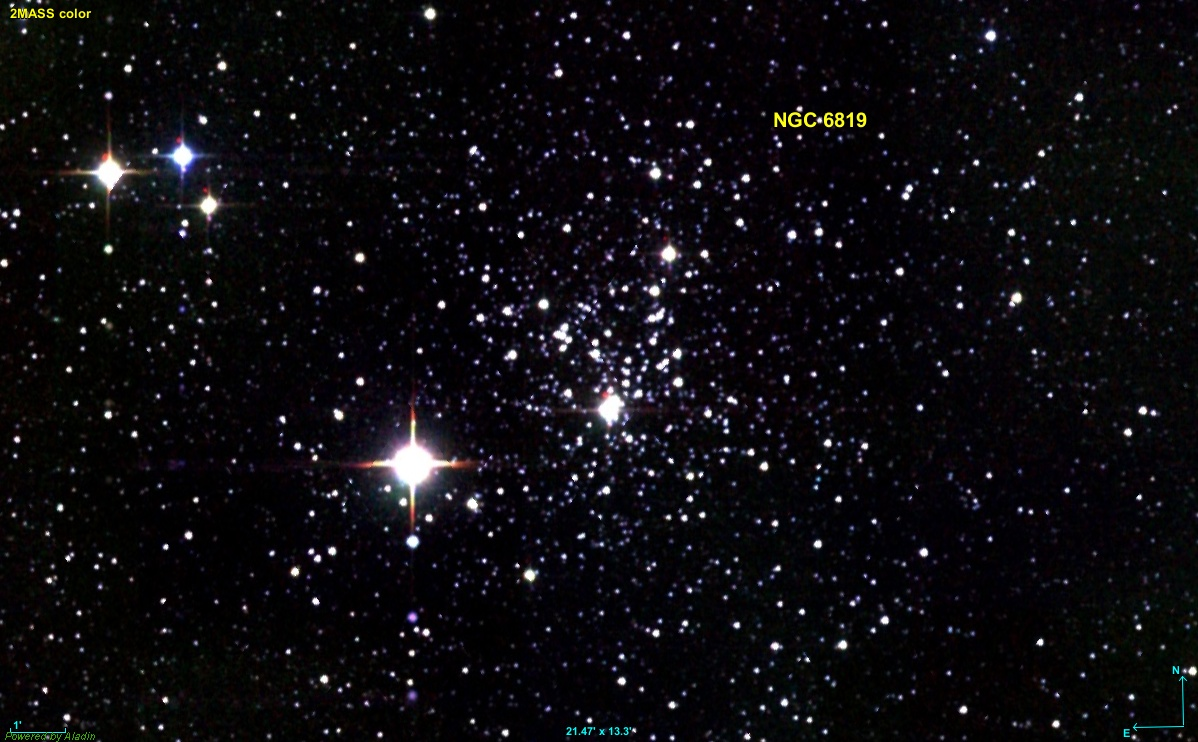
NGC 6819 en infrarouge par le relevé 2MASS.

### Source rayon X
On a aussi utilisé l'observatoire spatial XMM-Newton pour rechercher des sources de rayon X dans l'amas. En deçà du rayon effectif de l'amas, 12 sources X ont été découvertes, dont une binaire X à faible masse au repos ( qLMXB quiescent low-mass X-ray binary), une variable cataclysmique et deux systèmes binaires actifs. La présence d'une source qLMXB dans un amas ouvert a été une surprise étant donné que ce type de source est aussi peu fréquent dans les amas globulaires.